# 1007

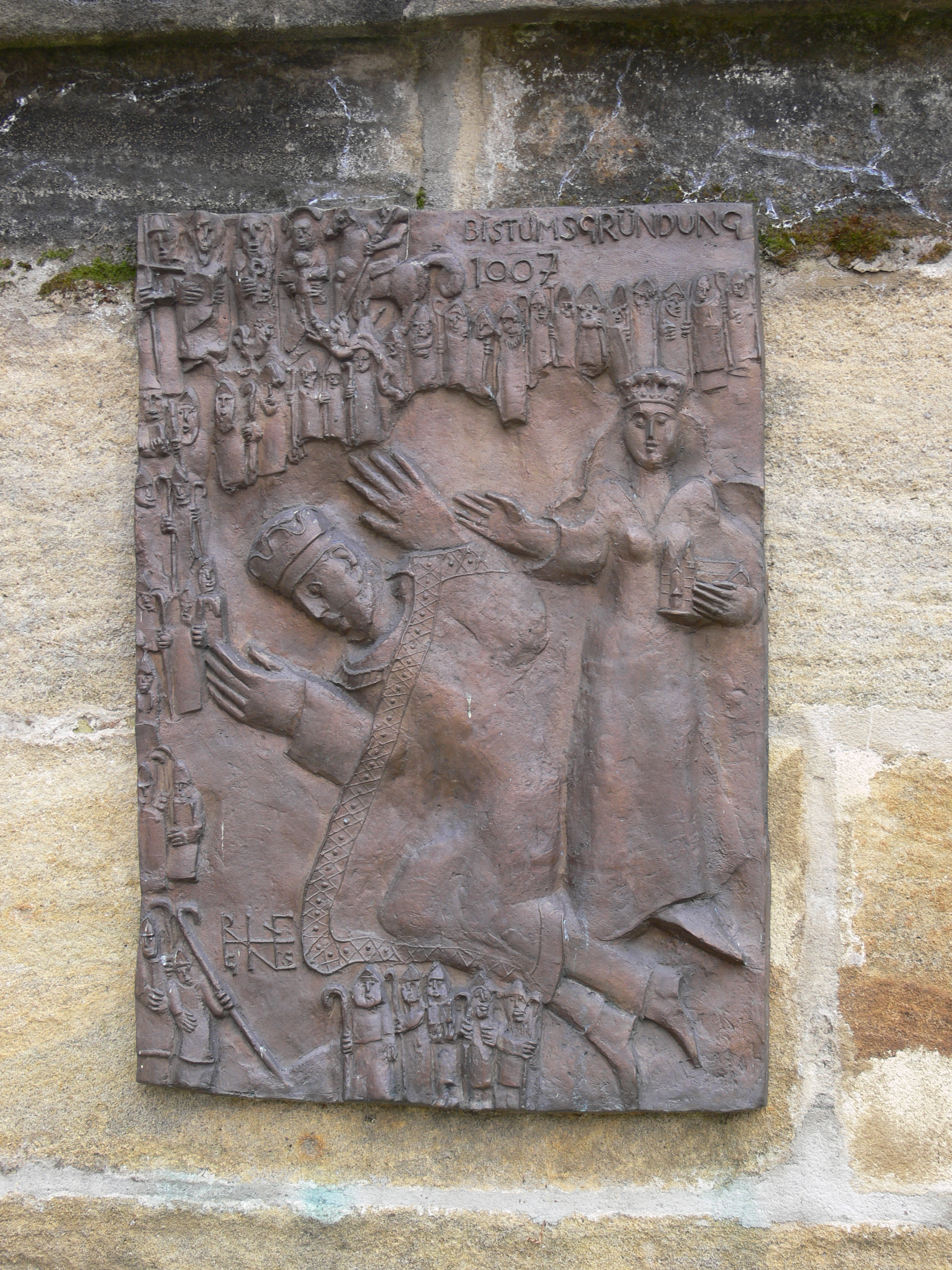
Stichting van het bisdom Bamberg (2008)

Het jaar 1007 is het 7e jaar in de 11e eeuw volgens de christelijke jaartelling.

## Gebeurtenissen

### Europa
- Koning Ethelred II ("de Onberadene") betaalt de Deense Vikingen een bedrag van 36.000 pond zilver (Danegeld) om verdere invasies in Engeland te stoppen.[1]
- Koning Hendrik II ("de Heilige") sticht het bisdom Bamberg en benoemt Poppo van Babenberg tot domproost.

### Afrika
- Stichting van Al Qal'a, de eerste hoofdstad van de dynastie van de Hammadiden.

### Azië
- Stichting van Songjiang, later de stad Shanghai.

### Religie
- Ælfheah, bisschop van Winchester, reist naar Rome om zijn pallium – het symbool van zijn status als aartsbisschop – te ontvangen van paus Johannes XVIII.[2]
- Eerste schriftelijke vermelding van de stad Wolfsberg (huidige Oostenrijk).

## Geboren
- 20 februari - Petrus Damiani, Italiaans theoloog (overleden 1072)
- 1 augustus - Ou-yang Xiu, Chinees historicus (overleden 1072)[3]
- Emmerik van Hongarije, prins van Hongarije (overleden 1031)[4]
- Giselbert van Luxemburg, graaf van Luxemburg (overleden 1059)
- Hugo II ("de Grote"), medekoning van Frankrijk (overleden 1025)

## Overleden
- 31 oktober - Heriger van Lobbes, Belgisch kroniekschrijver
- Maslama al-Majrati, Arabisch astronoom en wiskundige
- Urraca Fernández, Spaans edelvrouw en koningin